# Józefowo (powiat międzychodzki)
Józefowo – przysiółek w Polsce położona w województwie wielkopolskim, w powiecie międzychodzkim, w gminie Kwilcz.
W okresie Wielkiego Księstwa Poznańskiego (1815-1848) miejscowość wzmiankowana jako Józefowo folwark należała do wsi mniejszych w ówczesnym pruskim powiecie Międzyrzecz w rejencji poznańskiej. Józefowo należało do okręgu kwileckiego tego powiatu i stanowiło część majątku Mościejewo, którego właścicielami byli wówczas Szczanieccy. Według spisu urzędowego z 1837 roku wieś liczyła 11 mieszkańców, którzy zamieszkiwali jeden dym (domostwo).
W latach 1975–1998 miejscowość należała administracyjnie do województwa poznańskiego.